# Marcos de Paula Dutra
Marcos de Paula Dutra, meglio noto come Marcão (Cidade Gaúcha, 17 maggio 1993), è un calciatore brasiliano, portiere del Bahia de Feira.

## Carriera
Ha esordito in Série A il 27 agosto 2017 disputando con l'Atl. Goianiense l'incontro vinto 1-0 contro il Corinthians.

## Palmarès

### Competizioni nazionali
- Campeonato Brasileiro Série B: 1

Atl. Goianiense: 2016

### Competizioni statali
- Campionato Goiano: 1

Goiás: 2018